# Custer (Waszyngton)
Custer – jednostka osadnicza w Stanach Zjednoczonych, w stanie Waszyngton, w hrabstwie Whatcom.